# نایژه هیوستن
نایژه هیوستن (انگلیسی: Nyjah Huston؛ زادهٔ ۳۰ نوامبر ۱۹۹۴) اسکیت‌بردباز اهل ایالات متحده آمریکا است. وی از سال ۲۰۰۰ میلادی تاکنون مشغول فعالیت بوده است.
وی در مسابقات کشوری و بین‌المللی در مجموع برندهٔ ۱ مدال برنز شده است.